# Salas de lata
As salas de lata são salas de aula feitas de chapas metálicas parecidas com contêineres, construídas dentro de escolas de alvenaria para abrigar alunos "excedentes".
Foram construídas em caráter emergencial, para atender à demanda de vagas, na gestão de Celso Pitta, entre 1997 e 2000, porém em 2005 ainda havia 159 salas de lata.
Segundo a Secretaria da Educação, apesar de ainda restarem 9 salas de lata em escolas, nenhuma é utilizada como sala de aula em 2008.